# Castellania Coppi
Castellania Coppi es una localidad y comune italiana de la provincia de Alessandria, región de Piamonte, con 86 habitantes.
Hasta 2019 fue conocida como Castellania y renombrada por el consejo regional de Piamonte en reconocimiento al ciclista Fausto Coppi en conmemoración del centenario de su nacimiento.

## Evolución demográfica
| Gráfica de evolución demográfica de Castellania Coppi entre 1861 y 2001 |
|                                                                         |
| Fuente ISTAT - elaboración gráfica de Wikipedia                         |